# チリ人の一覧
チリ人の一覧
この項目では、南米南部に位置するチリ共和国の内外で活動した特筆されるべきチリ人を列挙する。

## 経済家
- エドゥアルド・アニナ - IMF副代表取締役 (1999年-2003年)
- エルマン・ブチ - コロンビア大学で学び、ピノチェト政権下で経済政策を担当。「チリの奇跡」（1973年から1990年まで、年間平均約3.70%のGDP成長）の立役者
- リカルド・カバジェーロ - MITの経済学部教授
- セバスティアン・エドワーズ – 世界銀行のオフィサー(1993年-1996年)
- アレハンドロ・フォクスレイ – 民政移管後初の金融相
- オスカル・ランドレッチェ -
- マンフレド・マクス・ネーフ – ローマクラブ会員
- ホセ・ピニェーラ -
- アンドレス・ベラスコ –
- ニコラス・エイサギーレ – 前金融相

## 映像作家
- アレハンドロ・アメナバル -
- シルビオ・カイオッシ -
- アルベルト・フゲット -
- パトリシオ・グスマン – ドキュメンタリー作家 （『チリの戦い』）
- リカルド・ラライン –
- ミゲル・リティン - （『ナウエルトロのジャッカル』、『 サンディーノ』、『ティエラ・デル・フエゴ (映画)』、『戒厳令下チリ潜入記』)
- アレハンドロ・ホドロウスキー -
- ラウル・ルイス -
- アレハンデル・ウィット -
- アンドレス・ウッド - (マチューカ)
- ホルヘ・ロペス・ソトマジョール -
- イシュタール・ヤシン・グティエレス – イラク系チリ人の映画ディレクター

## 軍人

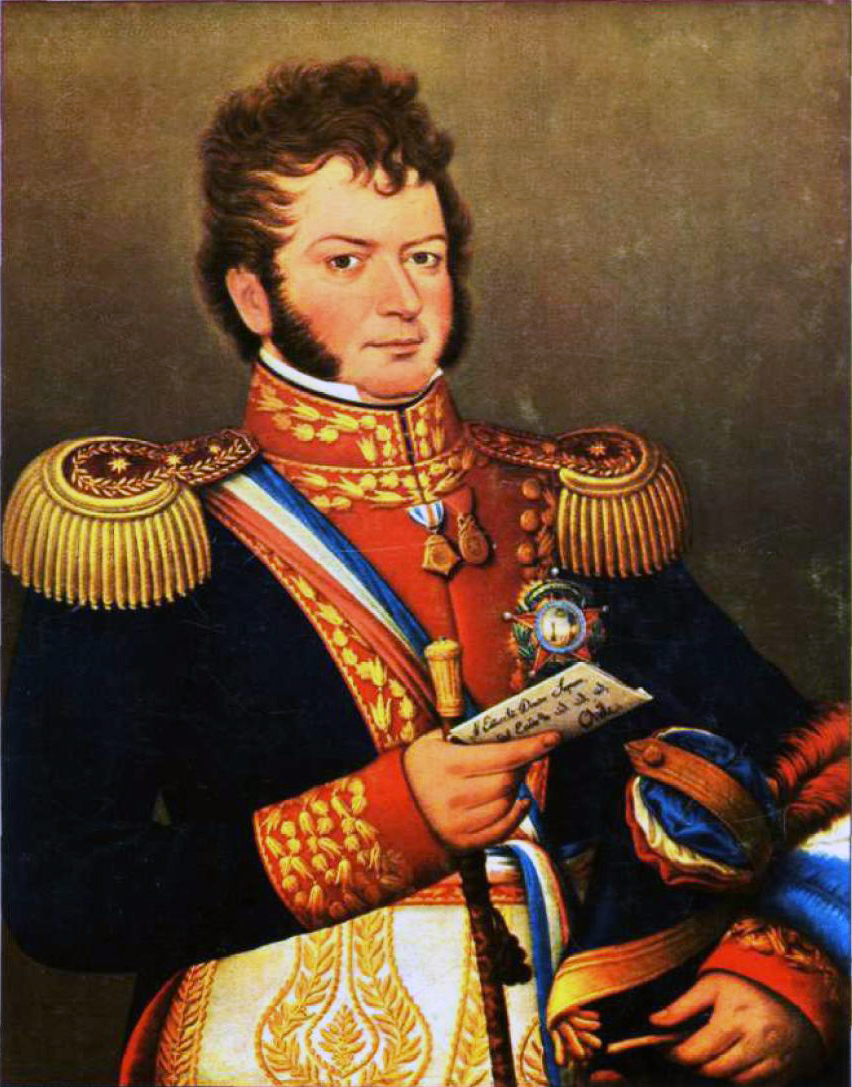
ベルナルド・オイギンス

- ホセ・ミゲル・カレーラ - 「旧祖国」（Patria Vieja）の独立指導者
- カウポリカン - マプーチェ人の指導者
- アウグスト・ピノチェト - チリ軍総司令官、1973年のチリ・クーデターの首謀者、大統領（1974年-1990年）後、陸軍総司令官
- カルロス・プラッツ – アジェンデ政権下での軍司令官
- マヌエル・コントレーラス - ピノチェト政権下での（DINA）長官
- マヌエル・ロドリゲス - 独立指導者、「レコンキスタ」の指導者
- ラウタロ - マプーチェ人の指導者
- ベルナルド・オイギンス - チリの解放者。初代大統領
- カルロス・コンデル –
- イグナシオ・カレーラ・ピント –
- アルトゥーロ・プラット – イキケの海戦の英雄
- フアン・マッケンナ –
- パトリシオ・リンチ -
- マヌエル・バケダーノ - 太平洋戦争の将軍
- エレウテリオ・ラミレス -
- ホセ・イグナシオ・センテーノ - アンデス軍の将校
- ラファエル・ソトマジョール – 太平洋戦争時の戦争相
- コルネリオ・サアベドラ・ロドリゲス – アラウカニア制圧作戦の指揮官。

## 音楽家

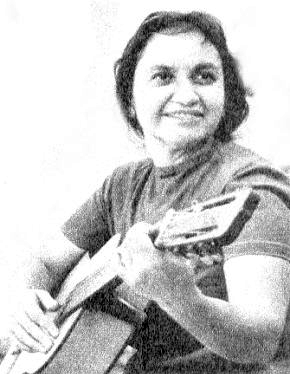
ビオレータ・パラ

- インティ・イジマニ - ヌエバ・カンシオン運動のパイオニア
- クラウディア・アクーニャ - ラテン・ジャズ歌手
- トム・アラヤ – スラッシュメタルバンド、スレイヤーのベース、ボーカル
- クラウディオ・アラウ – クラシック音楽のピアノ奏者
- ロベルト・ブラーボ (ピアニスト) - クラシック音楽のピアノ奏者
- ヘルマン・カサス – 1960年代の歌手
- ベト・クエバス - ラ・レイのリードヴォーカル
- ティト・フェルナンデス - 「エル・テムカーノ」（テムコ人）のフォーク歌手
- ルーチョ・ガティーカ - ボレロ歌手
- エドゥアルド・ガッティ – 近代チリ音楽で最も重要な作曲家の一人
- ホルヘ・ゴンサーレス (音楽家) - ロックバンド、ロス・プリシオネロスのメンバー
- アルベルト・ゲレーロ – チリとカナダで活動した音楽家、作曲家、教師、ピアニスト
- ロド・ゴンサーレス – ドイツのバンドのベーシスト
- アレハンドロ・グアレージョ - 作曲家、1951年生
- ミリアン・エルナンデス – ポピュラー音楽の歌手
- DJメンデス - ヒップホップ歌手（スウェーデン在住）
- ペテル・モシウルスキ -
- アンヘル・パラ - ヌエバ・カンシオンの歌手ビオレータ・パラの息子
- イサベル・パラ - ヌエバ・カンシオンの歌手ビオレータ・パラの娘
- ハビエラ・パラ -
- ビオレータ・パラ – 国際的に良く知られたチリのフォルクローレ歌手
- キラパジュン - ヌエバ・カンシオンのグループ。『不屈の民』の作曲者
- ビクトル・ハラ - 国際的に良く知られたチリのヌエバ・カンシオンのフォルクローレ歌手。1973年9月11日のクーデターによって死亡
- パルメニア・ピサーロ - ボレロ歌手（メキシコ在住）
- アルベルト・プラサ -
- アレハンドロ・シルバ - ヘビーメタルのギタリスト
- ベロニカ・ビジャロエル - ソプラノ.
- ラモン・ビナイ – テノール
- ヒアニナ・ラモス – ソプラノ
- リカルド・ビジャロボス - ミニマル・テクノ奏者
- クラウデ・ロウビジエ - インストルメンタル・エレクトロニカの音楽家
- Djラフ – ヒップホップアーティスト
- ウラジミール・ヴェガ – イギリスで活動するミュージシャン、俳優。

## パフォーマー
- タマラ・アコスタ – 女優
- パトリシオ・コントレーラス – 俳優
- ダニエル・エミルフォルク – 俳優
- クリスティアン・デ・ラ・フエンテ - 俳優、モデル
- マルー・ガティーカ – 女優、歌手
- ヨヤ・マルティネス – 女優
- グロリア・ミュンチメジェール – 女優
- オラティオ・サンス - コメディアン、俳優（SNL）
- レオノール・バレーラ
- コーテ・デ・パブロ – 女優（NCIS）
- サンティアゴ・カブレーラ - 俳優（Heroes）
- エルベシア・ビエラ – 女優、コメディアン
- ゴンサーロ・ビバンコ – 俳優

## 芸術家
- コンセプシオン・バルメス - 画家
- ハイメ・ベンデルスキー - 魔術的リアリズム 画家、建築家(1922年-1997年)
- クラウディオ・ブラーボ - ハイパーリアリズム 画家 (1936年- ?)
- ミゲル・ベネガス - 画家、「エル・マエストロ」
- グラシア・バリオス - 画家
- ホセ・バルメス - 画家 (1927年- ?)
- ベニート・ロホ - 画家
- クリスティアン・アベーリ -画家
- マリオ・カレーニョ - キューバ生まれのチリ人画家
- カルロス・カタッセ - 画家
- マルタ・コルビン - 彫刻家
- アナ・コルテス - 画家
- アウグスト・エギルス - 画家
- グレゴリオ・デ・ラ・フエンテ - 画家 (1875年-1964年)
- ロベルト・ウメーラス - 画家
- フェルナンド・イバーラ - 画家
- アルフレド・ハール - インストールアーティスト、映像作家、
- ペドロ・ロボス - 画家
- エンリケ・ロペス - 画家
- ロベルト・マッタ - 画家、彫刻家
- カミーロ・モリ - 画家
- エンリケータ・ペティ - 画家
- カルロス・ソトマジョール - キュビスム画家
- パブロ・ビドール - 画家
- ペドロ・リラ - 画家 (1845年-1912年)
- ネメシオ・アントゥーネス - 画家 (1918年-1993年)
- サミー・ベンマジョール - 画家
- エクトル・カセーラス - 画家
- パブロ・ブルチャルド – ドイツ生まれのチリ人画家 (1875年-1964年)
- フアン・エヘナウ - 彫刻家 (1927年-1987年)
- トーマス・ソマスケールズ – イギリス生まれのチリ人画家 (1842年-1927年)

## 詩人

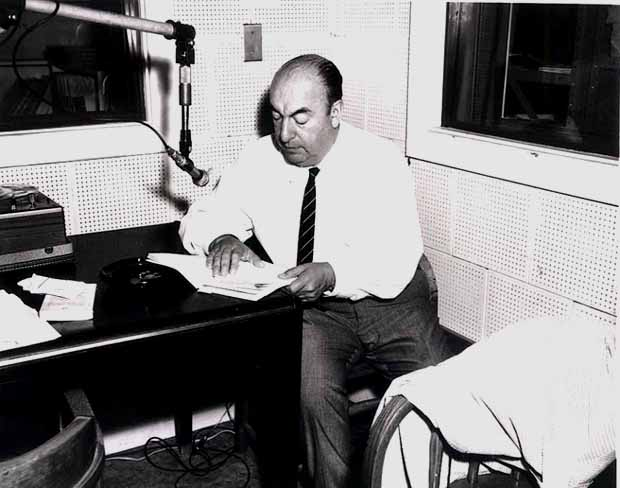
パブロ・ネルーダ

- ビセンテ・ウイドブロ – パリの"Creationism"運動の父
- エンリケ・リン-
- ガブリエラ・ミストラル – ノーベル文学賞詩人
- パブロ・ネルーダ – ノーベル文学賞詩人
- ニカノル・パラ – 自称「反詩人」
- ゴンサーロ・ロハス – 2004年セルバンテス賞受賞者
- パブロ・デ・ロカ -
- セルヒオ・バディージャ・カスティージョ - トランスレアリスムの確立者。

## 政治家

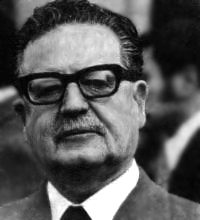
サルバドール・アジェンデ

- サルバドール・アジェンデ - 社会主義者であり、マルクス主義者であった第29代チリ共和国大統領。1973年9月11日のチリ・クーデターで死亡
- アウグスト・ピノチェト - チリ軍総司令官、1973年9月11日のチリ・クーデターの首謀者、第30代チリ共和国大統領（1974年-1990年）後、終身上院議員

## 宗教関係者
- モンセニョール・エンリケ・アルベアール・ウルティア (1916年 – 1982年) - 神父、「貧者の主教」
- フアナ・フェルナンデス・デル・ソラール - チリ初の聖人
- 聖アルベルト・ウルタード – チリ二人目の聖人 (1901年 – 1952年)
- ブレッセド・ラウラ・ビクーニャ
- フライ・カミーロ・エンリケス – チリ初の新聞発行者
- マリオ・イリアール - (1931年 – 1964年) – 神父
- モンセニョール・ホセ・イグナシオ・シエンフエゴス – チリ独立運動を指導したカトリックの聖職者
- ホセ・マリア・カロ - チリ初の枢機卿
- ラウル・シルバ・エンリケス - チリ二人目の枢機卿
- フアン・フランシスコ・フレスノ - チリ三人目の枢機卿
- フランシスコ・ハビエル・エラースリス - チリ四人目の枢機卿
- ホルヘ・メディーナ・エステベス - チリ五人目の枢機卿
- フアン・イグナシオ・モリーナ - イエズス会士。チリの自然史学者。

## アスリート

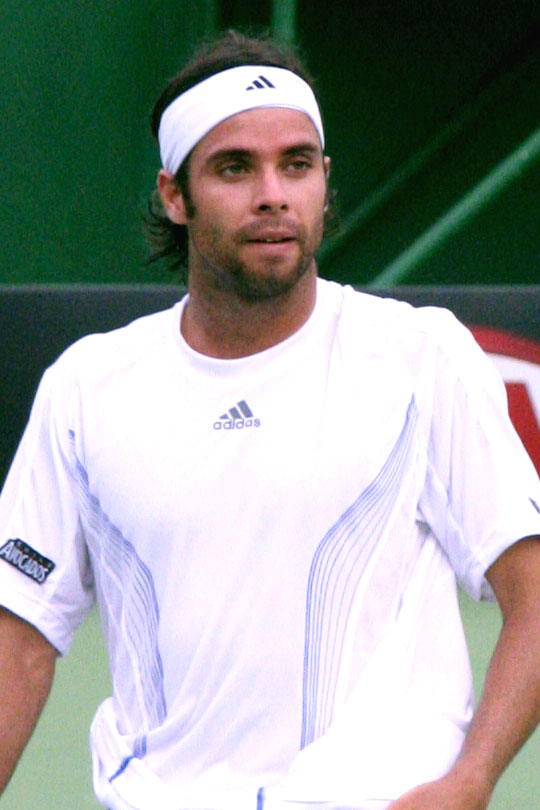
フェルナンド・ゴンサーレス

- マルレーネ・アーレンス – 陸上競技選手。オリンピック銀メダリスト
- オマル・アギラール – 長距離選手
- ダビド・アレジャーノ – サッカー選手、コロコロ・スタジアムの名前の由来となっている
- ルイス・アヤラ - テニス選手、フレンチオープンのファイナリスト
- カルロス・カスセリー – サッカー選手
- パトリシオ・コルネーホ – テニス選手
- カルロス・デ・ガバルド -
- エリアス・フィゲロア – サッカー選手
- マヌエル・プラサ – 長距離選手
- ハイメ・フィジョル – テニス選手
- アルトゥーロ・ゴドイ – ボクサー
- フェルナンド・ゴンサーレス – テニス選手
- アルベルト・ララギベル - ジョッキー
- セルヒオ・リビングストン – サッカー選手
- アナ・リサーナ – テニス選手
- ニコラス・マスー - テニス選手、オリンピックの金メダルを二度受賞。
- カルロス・モレーノ (アスリート) -
- イバン・モロビク -
- エリカ・オリベーラ -
- アレハンドラ・ラモス – 中距離選手
- モニカ・レゴネシ – 長距離選手
- マルセロ・リオス – ラテンアメリカ初の世界最高選手となったテニス選手
- マルセロ・サラス – サッカー選手
- エリセオ・サラザール – F1ドライバー
- レオネル・サンチェス - サッカー選手、1962FIFAワールドカップでの最高スコア選手
- ホセ・サントス – ジョッキー
- アレハンドロ・シルバ (アスリート) – 長距離選手
- パブロ・スケージャ – 中距離選手
- エミリオ・ウジョア – 長距離選手
- マルティン・バルガス – ボクサー
- ヘル・ウェイル -
- イバン・サモラーノ – サッカー選手
- ワンチューロ – プロレスラー

## 科学者
- リカルド・バエサ＝ヤテス –コンピュータ科学者
- クラウディオ・ブンステール – 物理学者
- エリック・ボングカム＝ルドロフ – 生物情報学者
- エリック・ゴーレス – 数学家
- ウンベルト・マトゥラーナ -生物学者
- フランシスコ・バレーラ – 生物学者
- ウーゴ・グンケル - 植物学者。
- イグナシー・ドメイコ - 地理学者、鉱物学者。
- エンゾ・ファレット - 経済学者、従属論の研究者。
- オルランド・レテリエル - 経済学者。
- フェルナンド・フローレス - 哲学者。会社経営者。上院議員。

## テレビ人
- セシリア・ボロッコ
- マリオ・クレウツベルヘル（ドン・フランシスコ）
- ルシア・ネウマン
- アントニオ・ボダノービック

## 作家

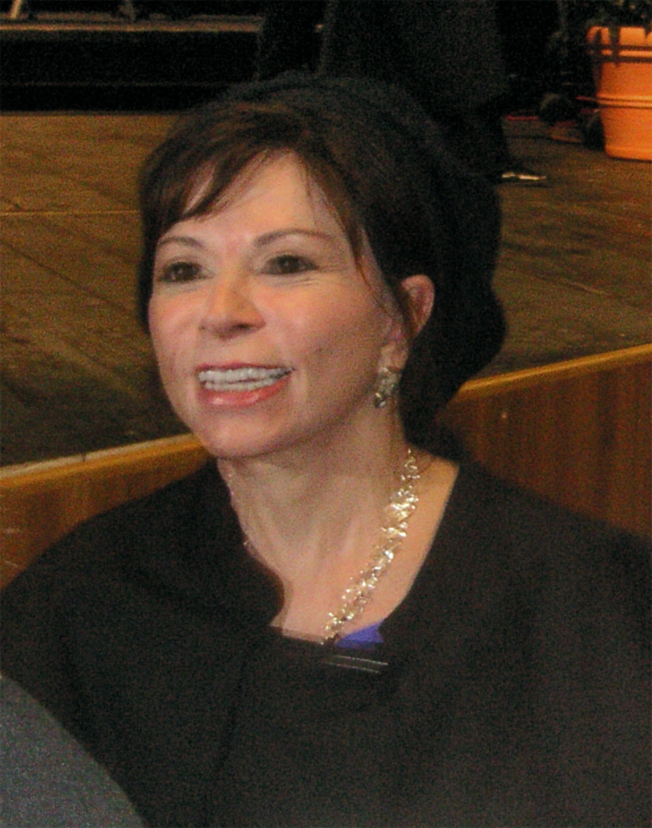
イサベル・アジェンデ

- イサベル・アジェンデ - 小説家 (The House of Spirits)
- ロベルト・アンプエロ - 小説家 (Cayetano Brulé series)
- ロベルト・ボラーニョ - 小説家 (The Savage Detectives)
- フランシスコ・コロアネ - (Tierra del fuego)
- ホセ・ドノソ - (Coronation)
- アリエル・ドルフマン - 小説家
- ホルヘ・エドワーズ – 1999年セルバンテス賞受賞者
- アルベルト・フゲ - 小説家
- アルベルト・ブレスト・ガーナ - 小説家
- クリスティアン・ウネーウス – 作家
- エンリケ・ラフォウルカーデ - 小説家
- エルナン・リベラ・レテリエール - 小説家 (Santa María de las Flores Negras、 La Reina Isabel Cantaba Rancheras)、詩人、ショートストーリー作家
- アントニオ・スカールメタ -
- ルイス・セプルベダ – 小説家
- セリヒオ・ボドノビク – 脚本家
- エンリケ・バリオス - 作家。『アミ 小さな宇宙人』（1986）。

## 建築家
- アレハンドロ・アラベーナ
- ボルハ・ウイドブロ
- フェルナンド・カスティージョ・ベラスコ
- アルベルト・クルス・コバルビアス -
- エミリオ・デュハール -
- ギジェルモ・フジアン・デ・ラ・フエンテ
- ホアキン・トエスカ - ラ・モネダ宮殿のデザイナー
- マツィアス・クロツ

## その他
- アグスティン・ウネーウス - ワイン関係者
- カルロス・カイセル -
- クラウディオ・グロスマン -
- ツェモ・ロボス - コミックアーティスト
- レネ・リオス・ボエティヘール (ペポ) - コミックアーティスト（「コンドリート」）
- フアン・ソマビア – ILOのディレクター・ジェネラル
- カミーラ・バジェーホ - 学生運動家
- アルトゥーロ・バレンスエラ – 前クリントン政権のホワイトハウスアドバイザー、
- ホセ・ミゲル・ビバンコ -
- アンドローニコ・ルクシク -
- リカルド・クラーロ -
- カタリーナ・デ・ロス・リオス・イ・リスペルゲール -
- アニータ・アルバラード

## チリ系外国人
- ネストル・キルチネル - アルゼンチン大統領。母親がチリ出身。
- クリス・ワトソン - 第3代オーストラリア首相。
- ウラジミール・ヴェガ – イギリスで活動するミュージシャン、俳優。
- ホルヘ・ガルシア - アメリカ合衆国で活動する俳優、コメディアン。LOSTなどに出演。父親がチリ出身。